# Thanh Miện (huyện)
Thanh Miện là một huyện cũ thuộc tỉnh Hải Dương, Việt Nam.

## Vị trí địa lý
Huyện Thanh Miện nằm ở phía tây nam của tỉnh Hải Dương, nằm cách thành phố Hải Dương khoảng 23 km về phía tây nam, cách thành phố Hưng Yên khoảng 25 km, cách trung tâm thủ đô Hà Nội khoảng 60 km, có vị trí địa lý:
- Phía đông giáp huyện Gia Lộc và huyện Ninh Giang
- Phía tây giáp huyện Ân Thi, tỉnh Hưng Yên
- Phía nam giáp huyện Quỳnh Phụ, tỉnh Thái Bình và huyện Phù Cừ, tỉnh Hưng Yên
- Phía bắc giáp huyện Bình Giang.

Do nằm trong vị trí trung tâm của đồng bằng sông Hồng nên Thanh Miện có khí hậu đặc trưng của đồng bằng Bắc Bộ đó là khí hậu nhiệt đới gió mùa. Trong năm phân biệt thành bốn mùa xuân, hạ, thu, đông rõ rệt. Lượng mưa trong năm tập trung từ tháng 5 đến tháng 10 và mưa rất ít từ tháng 11 đến tháng 4 năm sau.
Lượng nước mưa trung bình trong năm của huyện vượt 1.600 mm (cao nhất là 2.501 mm vào năm 1973 và thấp nhất là 752,2 mm vào năm 1989). Nhiệt độ trung bình 23,3 °C; số ngày nắng từ 180 đến 200 ngày một năm. Độ ẩm trung bình từ 81 đến 87%.
Tổng diện tích tự nhiên toàn huyện là 122,321 km² trong đó đất nông nghiệp 8.551 ha; đất khu dân cư 865 ha và đất chưa sử dụng 304 ha. Mật độ dân số tính theo website Chính phủ là 1.075 người/km².
Đất nông nghiệp của huyện ở địa hình dốc từ tây bắc xuống đông nam, có cao trình cao, thấp xen kẽ nhau.
Theo đó cơ cấu đất nông nghiệp của huyện rất phức tạp, trong đó 1.489 ha đất chân cao; 4.412 ha đất chân vàn; 1.688 ha đất chân thấp; 277 ha đất trũng và 685 ha mặt nước nuôi trồng thủy sản.
Nhìn chung đất nông nghiệp ở Thanh Miện nghèo dinh dưỡng, tầng canh tác mỏng, tỷ lệ đất nghèo lân chiếm 60% (4.720 ha) và có tới 6.028 ha ở độ chua cấp I (pH < 4,5; chiếm 70%).
Thanh Miện có đường Quốc lộ 38B chạy từ thành phố Hải Dương qua thị trấn Thanh Miện trung tâm huyện và các xã Cao Thắng, Tứ 
Cường nối tới tỉnh Ninh Bình đi các tỉnh phía nam.
Đường tỉnh có 20A nối trung tâm huyện với Bình Giang đi Hà Nội; các tuyến 20B; 39D chạy theo trục bắc nam, đông tây nối Thanh Miện với các huyện lân cận. Ngoài ra, hệ thống giao thông thủy với sông Luộc; sông Cửu An; sông Hàng Kẻ Sặt và 3 bến chính cũng đóng vai trò quan trọng trong việc giao thương hàng hoá giữa Thanh Miện với các tỉnh, các huyện khác.
Các dự án giao thông lớn qua địa bàn huyện : Trục Đông tây tỉnh Hải Dương, trục Bắc nam huyện nối với các tuyến giao thông quan trọng như cao tốc Hà Nội -Hải Phòng, cao tốc Cầu Giẽ - Ninh Bình, QL5, QL10, QL37 và nhiều tuyến đường tỉnh lộ.
Nguồn nước tưới, tiêu trên địa bàn huyện cũng khá đa dạng và ổn định, do Thanh Miện nằm trong hệ thống thủy lợi Bắc Hưng Hải. Phía nam huyện giáp sông Luộc với chiều dài 2,8 km. Trong nội đồng có sông Hàng Kẻ Sặt và sông Cửu An là những nhánh của sông đào Bắc Hưng Hải.

## Hành chính
Huyện Thanh Miện có 17 đơn vị hành chính cấp xã trực thuộc, bao gồm thị trấn Thanh Miện (huyện lỵ) và 16 xã: Cao Thắng, Chi Lăng Bắc, Chi Lăng Nam, Đoàn Kết, Đoàn Tùng, Hồng Phong, Hồng Quang, Lam Sơn, Lê Hồng, Ngô Quyền, Ngũ Hùng, Phạm Kha, Tân Trào, Thanh Giang, Thanh Tùng, Tứ Cường. Trong đó Thị trấn Thanh Miện và xã Đoàn Tùng là đô thị loại V

## Lịch sử
Thời thuộc Minh, Thanh Miện là huyện thuộc châu Hạ Hồng, phủ Tây An, sau thuộc phủ Ninh Giang, trấn Hải Dương.
Ngày 18 tháng 3 năm 1964, sáp nhập ba xóm: Cầu, Chùa, Chợ thuộc xã Thanh Tùng vào xã Đoàn Tùng.
Ngày 24 tháng 2 năm 1979, huyện Thanh Miện sáp nhập với huyện Ninh Giang thành huyện Ninh Thanh. Huyện lỵ huyện Ninh Thanh đặt tại xã Lê Bình, vốn là huyện lỵ huyện Thanh Miện cũ.
Ngày 27 tháng 1 năm 1996, huyện Ninh Thanh được chia lại thành hai huyện Thanh Miện và Ninh Giang
Khi vừa tái lập, huyện Thanh Miện có 19 xã: Cao Thắng, Chi Lăng Bắc, Chi Lăng Nam, Diên Hồng, Đoàn Kết, Đoàn Tùng, Hồng Quang, Hùng Sơn, Lam Sơn, Lê Bình, Lê Hồng, Ngô Quyền, Ngũ Hùng, Phạm Kha, Tân Trào, Thanh Giang, Thanh Tùng, Tiền Phong, Tứ Cường.
Ngày 23 tháng 3 năm 1996, giải thể xã Lê Bình để thành lập thị trấn Thanh Miện, thị trấn huyện lỵ huyện Thanh Miện.
Từ đó đến cuối năm 2018, huyện Thanh Miện có 1 thị trấn và 18 xã trực thuộc.
Ngày 16 tháng 10 năm 2019, Ủy ban Thường vụ Quốc hội ban hành Nghị quyết số 788/NQ-UBTVQH14 về việc sắp xếp các đơn vị hành chính cấp huyện, cấp xã thuộc tỉnh Hải Dương (nghị quyết có hiệu lực từ ngày 1 tháng 12 năm 2019). Theo đó:
- Sáp nhập xã Hùng Sơn vào thị trấn Thanh Miện
- Hợp nhất hai xã Diên Hồng và xã Tiền Phong thành xã Hồng Phong.

Sau khi sắp xếp, huyện Thanh Miện có 1 thị trấn và 16 xã như hiện nay.

## Kinh tế
Thanh Miện là huyện đang được chú trọng đầu tư phát triển công nghiệp của tỉnh Hải Dương.
Thanh Miện hiện có 4 CCN đang hoạt động : CCN Đoàn Tùng 1 , CCN Đoàn Tùng 2 , CCN Cao Thắng , CCN Ngũ Hùng - Thanh Giang. Trong thời gian tới sẽ có thêm một số khu, cụm công nghiệp đã được quy hoạch.

## Người nổi tiếng
- Trần Đình Long ( 22/ 2/ 1961) - là một doanh nhân, tỷ phú người Việt Nam.
- Nguyễn Nghi (1577-1664) đỗ Bảng Nhãn khoa Đinh Sửu (1637) là Bảng Nhãn già nhất lịch sử Việt Nam đời Lê Thần Tông
- Trần Cố (1230 - ?), kinh trạng nguyên khoa Bính Dần, năm Thiệu Long thứ 9 (1266), đời Trần Thánh Tông.
- Bùi Bá Kỳ thời cuối Hồ, đầu thuộc Minh, đã dâng "Cáo nạn biểu" lên Minh Thái Tổ, gián tiếp tạo nên cuộc xâm lăng của nhà Minh.
- Đỗ Uông (1523? hay 1533-1600), bảng nhãn khoa thi Bính Thìn niên hiệu Quang Bảo thứ ba (1556), đời Mạc Tuyên Tông (Mạc Phúc Nguyên).
- Nguyễn Lương Bằng (1904 - 1979), phó Chủ tịch nước Việt Nam (1969-1979).
- Nguyễn Dữ - tác giả của truyền kì mạn lục.
- Vũ Đức Đam - Phó Thủ tướng Chính phủ.
- Trần Lâm (tên thật là Trần Quảng Vận) (1922 - 2011), nhà báo, một trong những người sáng lập và là người đầu tiên lãnh đạo Đài tiếng nói Việt Nam, Đài truyền hình Việt Nam, liên tục phụ trách Đài tiếng nói Việt Nam trong 43 năm (1945 - 88).
- Nguyễn Lương Trào, nguyên thứ trưởng bộ lao động- thương binh và xã hội (- 2007)
- Phạm Thế Duyệt, Nguyên Ủy viên Thường vụ, Thường trực Bộ Chính trị, Chủ tịch Ủy ban Trung ương Mặt trận Tổ quốc Việt Nam.
- Trần Bình Minh, UV Trung ương Đảng, Tổng giám đốc Đài truyền hình Việt Nam.
- Trần Văn Tuấn, Bộ trưởng Bộ nội vụ.
- Trần Duy Năng, Nguyên Chủ tịch UBND Thành phố Hải Phòng.
- Vũ Văn Hiền, Nguyên UV Trung ương Đảng, Tổng giám đốc Đài Tiếng nói Việt Nam.
- Nguyễn Quốc Duyệt, Ủy viên Ban Thường vụ Thành ủy Hà Nội, Phó Bí thư Đảng ủy, Tư lệnh Bộ Tư lệnh Thủ đô Hà Nội

## Làng nghề
Là một huyện nằm ở phía nam đồng bằng sông Hồng, Thanh Miện không có nhiều làng nghề như các huyện phía Bắc. Các ngành nghề sản xuất, nghề phụ trong huyện vẫn chủ yếu là trong nhóm nông nghiệp. Nhóm nghề dịch vụ hầu như mới chỉ phát triển đáng kể ở khu vực thị trấn Thanh Miện, xã Đoàn Tùng, phố Thông. Các làng nghề, làng nghề truyền thống, làng có nghề, nghề truyền thống và nghề phụ tập trung ở các địa phương trong huyện:
- Làng nghề làm bánh đa Đào Lâm (Đoàn Tùng)
- Làng nghề bánh đa Tào Khê (Chi Lăng Bắc)
- Trồng rau, màu ở Phạm Kha, Đoàn Tùng
- Làng nghề đan lát Đan Giáp (Thanh Giang)
- Vặn chổi rơm, thợ xây An Nghiệp (Tứ Cường)
- Làng thêu tranh, móc sợi La Ngoại (Ngũ Hùng)
- Làm dây thừng Nại Trì (Ngũ Hùng)
- Làng nghề bánh đa Hội Yên (Chi Lăng Nam)
- Nuôi trồng thủy sản Tòng Hóa, Triều Dương, Phú Khê...
- Làng nghề móc sợi, tranh An Dương (Chi Lăng Nam)